# Nihon no Higeki (1953)
Nihon no Higeki (日本の悲劇, Uma Tragédia Japonesa (título em Portugal) ) é um filme a preto e branco japonês do género drama, realizado e escrito por Keisuke Kinoshita. Estreou-se no Japão a 17 de junho de 1953 e em Portugal foi exibido na Cinemateca Portuguesa a 28 de julho de 1982.

## Argumento
Nos anos imediatos do pós-guerra, uma jovem viúva pobre, mas corajosa, trabalha num bar para criar os filhos. Eles acham que sua escolha é deliberada e que ela leva uma vida dissoluta. Os filhos mostram a maior ingratidão a ela, e, eventualmente a abandonam. Desesperada, a mãe suicida-se, jogando-se debaixo de um comboio.

## Elenco
- Yuko Mochizuki como Haruko Inoue
- Yōko Katsuragi como filha de Haruko
- Masumi Taura como filho de Haruko
- Teiji Takahashi como Sato
- Keiji Sada como Tatsuya, o músico de rua
- Ken Uehara como Masayuki Akazawa, o professor de inglês
- Sanae Takasugi como senhora Akazawa
- Keiko Awaji como Wakamaru, a gueixa

## Receção
De acordo com o crítico de cinema Donald Richie, Nihon no Higeki foi um dos primeiros filmes do pós-guerra a focar-se nas mães japonesas, assim como Meshi, que foi realizado por Mikio Naruse em 1951, sendo um dos primeiros filmes a focar-se na condição das mulheres japonesas.
Keisuke Kinoshita ganhou o Prémio de Cinema Mainichi e o Prémio Blue Ribbon de melhor argumento em 1954.[carece de fontes?] Yūko Mochizuki ganhou Prémio de Cinema Mainichi de melhor atriz no mesmo ano.[carece de fontes?]